# 加拉加斯广播电视台

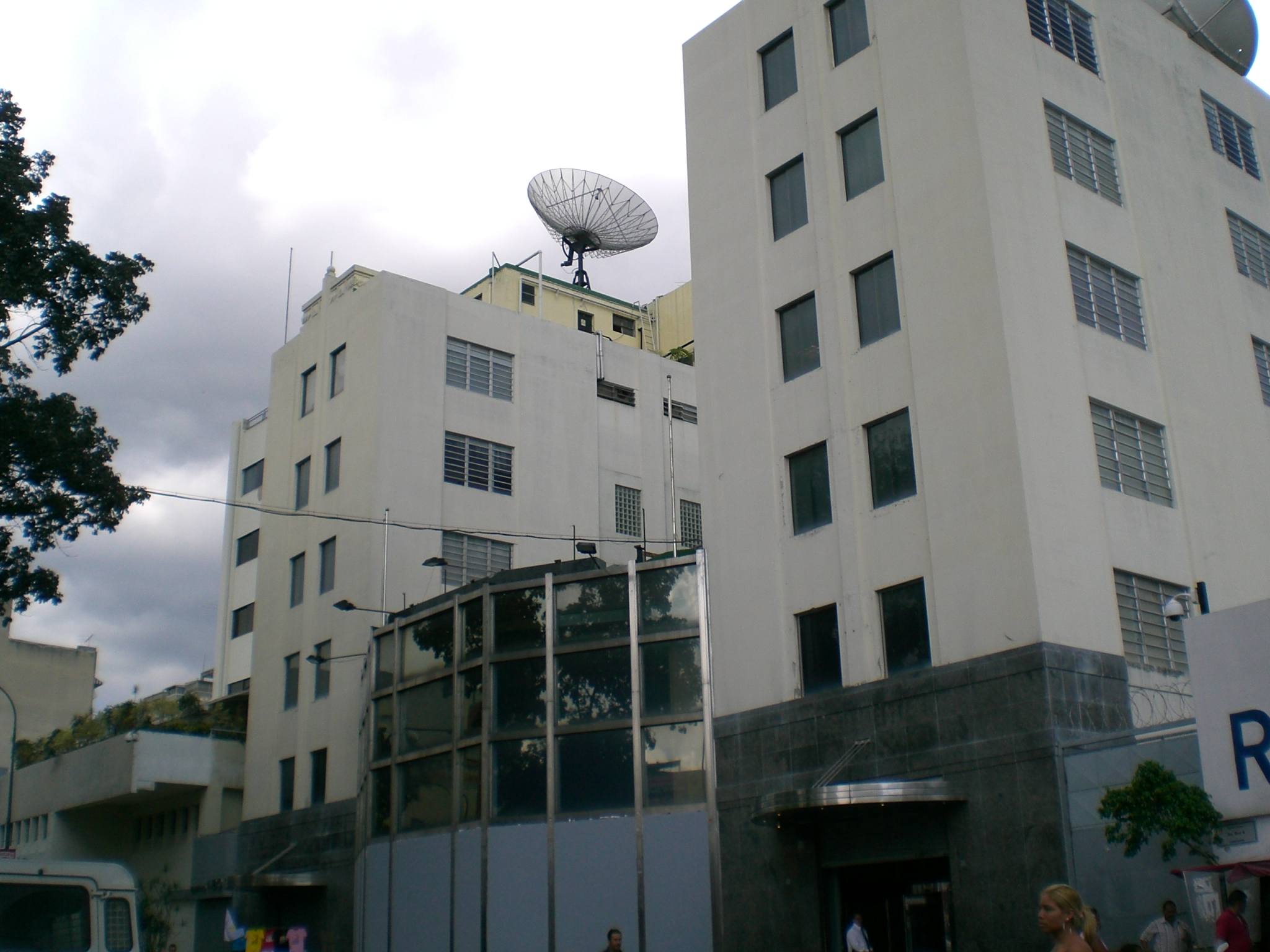
电视台总部

加拉加斯广播电视台（西班牙語：Radio Caracas Televisión Internacional） 是一家委內瑞拉的广电机构，總部設在加拉加斯附近的金塔克雷斯波。
2007年5月27日，委内瑞拉政府决定不再对该台续发执照，理由是在2002年委内瑞拉政变中推波助澜(RCTV一直都是敢言、長期反總統查維茲)，RCTV地面电视停播，在閉台後更引發了全國性示威。此后RCTV继续以使用有线电视和卫星电视播出节目。
2010年1月，RCTV被委内瑞拉政府暂时关闭，理由是「违反了委内瑞拉国内法律」。